# Dodge Polara
El Dodge Polara es un automóvil grande producido por el fabricante estadounidense Dodge entre los años 1960 y 1972. Comparte la carrocería con el modelo Matador, algo inferior en cuanto a equipamiento, y la plataforma con el Dodge Dart en sus tres variantes, siempre de seis cilindros, Séneca, Phoenix y Pioneer.
El Dodge Polara de 1960 es un coche que mide 5490 mm de largo por 1990 mm de ancho; animado por un motor V8 de 383 pulgadas cúbicas (6276 cc) que rinde 340 CV SAE. Su diseño como buque insignia de la marca, es una expresión de la visión aeroespacial que se impone en el gusto estadounidense de finales de los cincuenta y así lo demuestran sus alas traseras iluminadas, sus pilotos en forma de toberas y la luminosidad del habitáculo. En la misma idea dispone de una caja de cambios automática Push Button Torqueflite, que tiene la curiosidad de que se maneja mediante botones y no con una palanca, como estamos acostumbrados a ver. Se trataba de una carrocería Unibody System, el embrión del concepto autoportante, y había cinco variantes disponibles: sedán cuatro puertas, hardtop dos puertas, hardtop cuatro puertas, station wagon y convertible. La lista de opciones disponibles iban desde la dirección asistida, hasta el aire acondicionado, pasando por control de crucero, asientos y elevalunas eléctricos y llegando hasta un asiento delantero partido que giraba hacia afuera al abrir la puerta.

## Dodge Polara en Argentina
En 1968 se introduce en Argentina el Dodge Polara, diseñado exclusivamente para el mercado argentino y fabricado por Chrysler Fevre Argentina, vehículo que en España se comenzó a ensamblar en 1971 en Ckd como Dodge 3700.

## Dodge Polara en Brasil
El Dodge Polara o "Dodginho", como era conocido popularmente en Brasil, fue un automóvil fabricado por Chrysler entre 1973 y 1981. En ese período, fueron fabricadas 92 665 unidades.
En el año 1971, Chrysler consolidó su línea de producción con el Dodge Dart y planeaba entrar en el mercado de los autos pequeños-medios. A partir del modelo Hillman Avenger GT, comercializado en Inglaterra y Estados Unidos, el coche fue adaptado a las condiciones nacionales. Un gran cambio tuvo en el motor original de 1500 cc, modificado para funcionar correctamente y de acuerdo a las características de las gasolinas producidas en centro y Suramérica. Con esto, sufrió una modificación en la carrera de los pistones y el motor fue llevado a 1800 cc. El modelo fue rebautizado como Dodge 1800 y presentado en el VIII Salón del Automóvil, en noviembre de 1972. Pero la mayor modificación en relación con el Avenger inglés, muy probablemente haya sido la eliminación de las puertas traseras, para atender la preferencia del consumidor brasileño.
Debido a la prisa con el proyecto, en el lanzamiento presentó varios problemas de calidad. Con el tiempo, la mecánica fue mejorada y los defectos corregidos, nuevas versiones fueron lanzadas, el motor recibió un nuevo carburador y tuvo un aumento de potencia hasta 82 cv. En 1977 acabó siendo elegido Auto del Año por la Revista Autoesporte. A partir de 1979, Volkswagen adquirió el control de Chrysler en el Brasil, a partir de 1981 preparó la fábrica para la producción de camiones y cerró la fabricación de automóviles de la línea Dodge. En la Argentina fue producido desde 1971 hasta 1991, bautizado como Dodge 1500 y Dodge 1500 1.8, fabricado por la empresa Chrysler-Fevre Argentina S.A. y en dos versiones, con motores de 1500 cc y 1800 cc, siempre con cuatro puertas. En el año 1980, Chrysler vendió su subsidiaria argentina a Volkswagen; el automóvil continuó llamándose "Dodge", durante los años siguientes, pero con la identificación "Fabricado por Volkswagen". En el año siguiente surgió el "VW 1500", que no sufrió grandes cambios, excepto en los faros delanteros y traseros, y un retoque en los párachoques. Continuó siendo fabricado casi sin cambios, hasta el año 1990, cuando salió de línea y fue substituido por el Volkswagen Gacel.

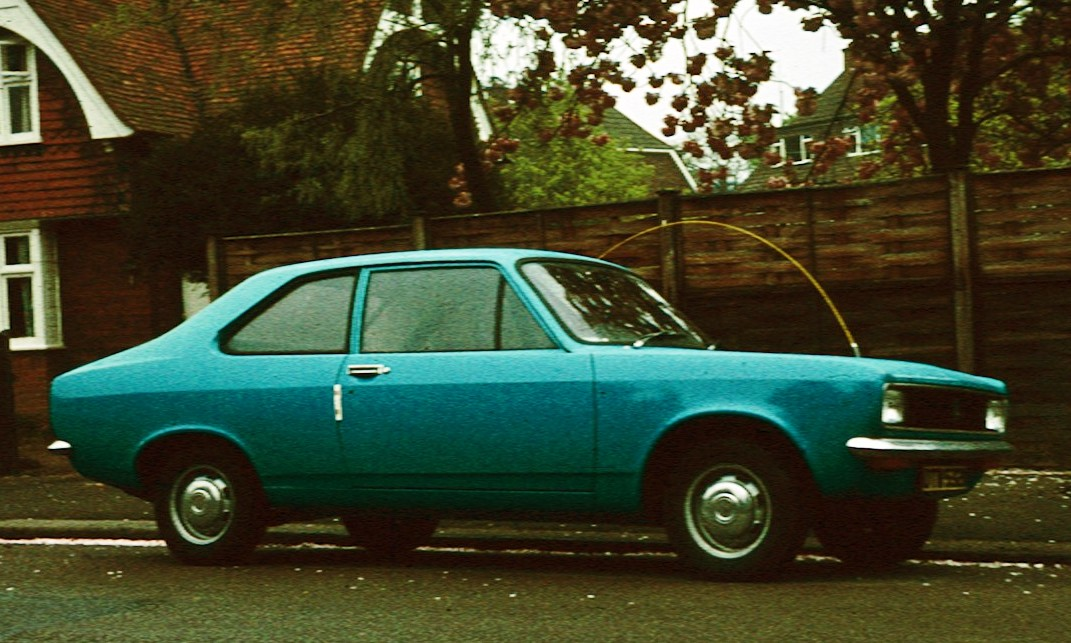
Versión Coupé del Hillman Avenger, vendido en Brasil como Dodge Polara.
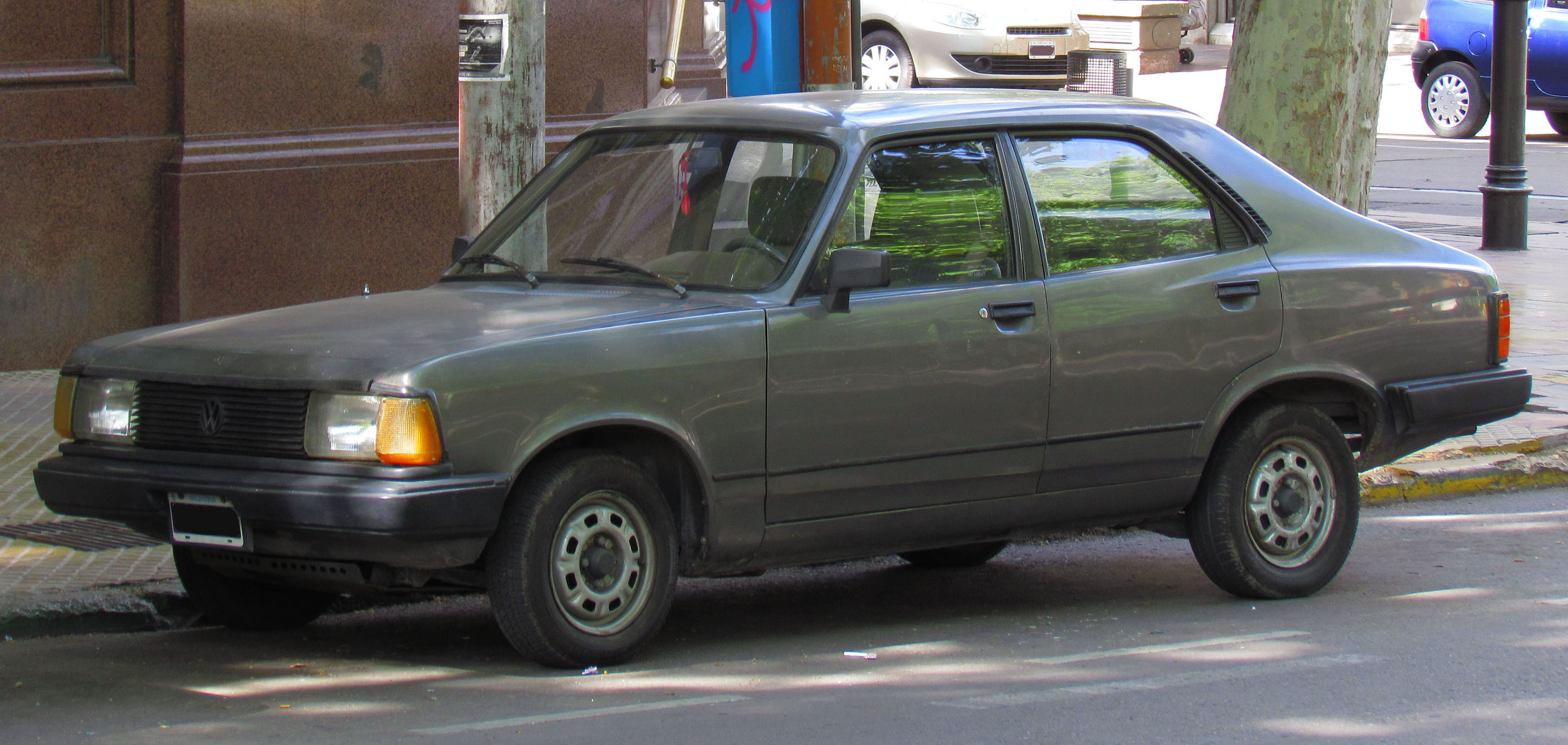
Volkswagen 1500. Versión argentina del Hillman Avenger.

## Motorizaciones

### Polara Norteamericano
- 6L - 225 pulg. cub. - 3.8L
- V8 - 318 pulg. cub. - 5.2L
- V8 - 360 pulg. cub. - 5.9L
- V8 - 383 pulg. cub. - 6.3L
- V8 - 400 pulg. cub. - 6.6L
- V8 - 440 pulg. cub. - 7.2L

### Polara Argentino
RT, Coronado, Gran Turismo
- 4L - 203 pulg. cub. - 3.3L
- 6L - 225 pulg. cub. - 3.7L

GTX Coupé
- V8 - 318 pulg. cub. - 5.2L

Dodge Cherokee (Exclusivo para TC)
- 6L - 188 pulg. cub. - 3.0L (Jeep Cherokee)

### Polara Brasileño
- 4 cilindros - 1800 cm³